# Lolua
Lolua è il centro amministrativo e capitale dell'atollo di Nanumea, a Tuvalu, stato insulare del Pacifico. Conta 215 abitanti (2010) e si trova circa 465 chilometri a nord-ovest della capitale Funafuti. Sorge nella parte nord-occidentale dell'isola principale Nanumea.
A Lolua si trova la Kaumeile School.